# 切特·卡尔弗
切特·卡尔弗（英語：Chet Culver，1966年1月25日—），美国政治人物，民主党人，2007年1月12日至2011年1月14日担任艾奥瓦州州长。

## 生平
1966年，切特·卡尔弗生于华盛顿市。1988年，获得弗吉尼亚理工大学政治学专业文学学士学位。1994年，获得德雷克大学教育学专业文学硕士学位。

## 外部連結
- C-SPAN內的頁面（英文）